# Югославія на зимових Олімпійських іграх 2002
Союзна Республіка Югославія на зимових Олімпійських іграх 2002 року у Солт-Лейк-Сіті була представлена шістьма спортсменами (5 чоловіками та однією жінкою) в 2 видах спорту — гірськолижний спорт та бобслей. Прапороносцем на церемонії відкриття Олімпіади була гірськолижниця Єлена Лолович.

## Учасники
| Вид спорту          | Чоловіки | Жінки | Всього |
| ------------------- | -------- | ----- | ------ |
| Бобслей             | 4        | 0     | 4      |
| Гірськолижний спорт | 1        | 1     | 2      |
| Усього              | 5        | 1     | 6      |

## Бобслей
| След  | Спортсмени                                                  | Дисципліна         | Спуск 1 | Спуск 1 | Спуск 2 | Спуск 2 | Спуск 3 | Спуск 3 | Спуск 4 | Спуск 4 | Разом   | Разом |
| След  | Спортсмени                                                  | Дисципліна         | Час     | Місце   | Час     | Місце   | Час     | Місце   | Час     | Місце   | Час     | Місце |
| ----- | ----------------------------------------------------------- | ------------------ | ------- | ------- | ------- | ------- | ------- | ------- | ------- | ------- | ------- | ----- |
| YUG-1 | Борис Радженович Далібор Джурдич Рашо Вукинич Вук Раденович | четвірки, чоловіки | 48.66   | 28      | 48.79   | 30      | 48.97   | 24      | 49.13   | 26      | 3:15.55 | 25    |

## Гірськолижний спорт
| Марко Джоджевич | гігантський слалом, чоловіки | 1:17.25 | 1:16.40      | 2:33.56      | 41 |
| Марко Джоджевич | слалом, чоловіки             | 55.95   | 1:00.04      | 1:55.99      | 26 |
| Єлена Лолович   | гігантський слалом, жінки    | 1:20.54 | 1:21.50      | 2:42.04      | 40 |
| Єлена Лолович   | слалом, жінки                | 58.87   | не фінішував | не фінішував | –  |